# Fietssnelweg F202
Fietssnelweg F202 is een afgewerkte, korte fietssnelweg die fietssnelweg F3 (HST-fietsroute) in Zaventem verbindt met het knooppunt van fietssnelwegen FR0 en F203 in Kraainem. 
Deze fietsverbinding loopt grotendeels als vrijliggend dubbelrichtingsfietspad net ten oosten van ringweg R22 Woluwedal, en werd daar aangelegd in het kader van het project Werken aan de Ring van De Werkvennootschap van de Vlaamse overheid, tussen 2019 en 2021.
De fietssnelweg loopt grotendeels vlak bij de Woluwe, die plaatselijk ook hermeanderd werd.

## Deeltrajecten

### Fietstunnel Woluwedal
De fietstunnel van fietssnelweg F202 onder de gewestweg N2 Leuvensesteenweg, langs de R22 Woluwedal in Sint-Stevens-Woluwe, werd in april 2021 geopend.

### Kraainem
In Kraainem eindigt deze korte fietssnelweg aan het knooppunt van fietssnelwegen FR0 (Brusselse Ringfietsroute, verbinding met de Brusselse Noordrand enerzijds, en vervolg langs de R22-zuid anderzijds) en F203 (verbindingen met het centrum van Brussel en met Leuven). 